# Социална държава
Социалната държава (на немски: Sozialstaat; в буквален превод държава на всеобщото благосъстояние или държава на всеобщото благоденствие) е обществена система под формата на механизъм за преразпределение на обществените блага в съответствие с принципа на социалната справедливост в интерес на всички граждани, така че всеки един индивид освен да може да съществува да има и достоен стандарт на живот. Механизмът на социалната държава спомага да се тушира негативния социален ефект от имуществените различия, помагайки на хората, които са в нужда.

## Понятие и концепция
Понятието и концепцията за „социална държава“ е използвано за първи път през 1850 г. от Лоренц фон Щайн. Той го включва към функциите на държавата с цел „да поддържа пълно равенство в правата на различните социални прослойки и за всяко едно лице, посредством властта“. Държавата, според Щайн, е длъжна да съдейства за икономическия и социален прогрес на всеки свой гражданин, защото в крайна сметка развитието на един е от полза на друг и при условията на разделение на труда, и в този смисъл се отнася до социалната държава.

## История
Изобретяването на концепцията на социалната държава е дело на пруския държавен социализъм през 19 век. Чрез него Бисмарк парира и тушира претенциите на профсъюзите и радикалните социалисти и комунисти към управлението и властта. В крайна сметка Бисмарковият социален проект се оказва успешен и Германия става първата държава в която се въвежда задължителното обществено осигуряване, като се разработват и нормативни актове регламентиращи дружественото застраховане срещу злополука на работниците. През 1871 г. новообразуваната Германска империя въвежда държавното обществено осигуряване срещу трудови злополуки, през 1880 г. – общественото финансиране на здравеопазването, а през 1883 г. – и обезщетението за/при болест. Общественото осигуряване срещу злополука се въвежда последователно и в други страни: в Австрия през 1887 г., във Франция – през 1898 г., в Норвегия – през 1894 г., в Нова Зеландия – през 1900 г., в Швеция – през 1901 г., а за здравното осигуряване в Австрия през 1888 г., в Швеция – през 1891 г., и в Норвегия – през 1909 г.
Между двете световни войни, и особено след Голямата депресия, в САЩ и Великобритания се започва обществено обсъждане за въвеждането на задължително обществено осигуряване.
След края на Втората световна война в Европа настъпва „златния век“ на общественото осигуряване. В света по това време господства кейнсианството. По принцип се приема, че реализирането на идеята за социалната държава е в основата на просперитета на Западната цивилизация през втората половина на 20 век. Следването на модела за социална държава включва като задължително условие държавната намеса в бизнеса (посредством данъчната политика) и регулиране на пазарната икономика, и в частност дейността на монополите.

## Социалната държава в България
Съгласно волеизявлението на конституционния законодател изразено в преамбюла на Конституцията на България, е налице ясно изразено желание за създаване на социална държава, но този принцип не е правно закрепен и доведен докрай.